# 문종호
문종호(文鐘皓, 1996년 2월 4일 ~ )는 대한민국의 바둑 기사이다.

## 약력
제주 출신으로 초등학교 때 서울로 옮겨 장수영 바둑도장에서 바둑을 공부했다. 2016년 제18회 이창호배 전국 아마바둑선수권대회에서 우승을 한 데 이어, 2017년 삼성화재배 대학생 바둑대회에서 우승을 차지했다. 2018년 1월, 제141회 일반입단대회를 통해 입단했다. 2019년 8월, 2단으로 승단하였고 2023년 6월, 3단으로 승단했다.